# Galaktické souřadnice
Galaktické souřadnice jsou souřadnice sférické soustavy souřadnic, jejímž středem je Slunce, primární osa směřuje na střed Galaxie, a základní rovina je rovnoběžná s galaktickou rovinou, oproti které je však posunuta k severu (tedy nachází se nad galaktickou rovinou). Je zde používáno pravidlo pravé ruky, takže galaktická délka se měří proti směru hodinových ručiček a galaktická šířka je kladná směrem k severu. Hodnoty souřadnic jsou obvykle udávány ve stupních.

## Galaktická délka
Galaktická délka (symbol l) udává úhel odklonu průvodiče od primární osy, bráno proti směru hodinových ručiček. Galaktická délka nabývá hodnot mezi 0° a 360°.

## Galaktická šířka
Galaktická šířka (symbol b) udává úhel odklonu průvodiče od základní roviny. Směrem na sever (nad základní rovinu) se hodnota bere jako kladná, směrem na jih jako záporná. Severní galaktický pól má galaktickou šířku +90°, jižní galaktický pól -90°.

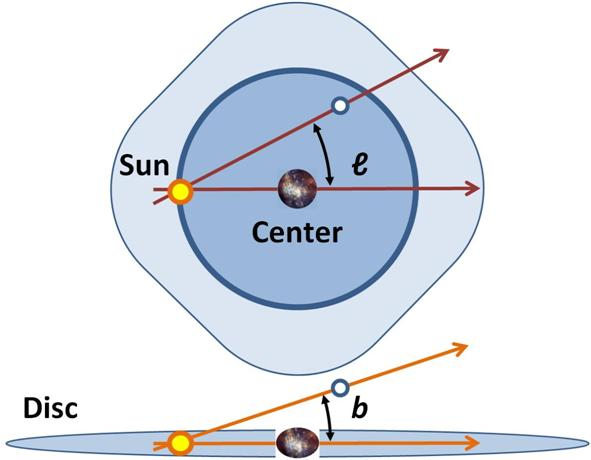
Galaktické souřadnice používají jako střed Slunce. Galaktická délka (l) udává odklon od primární osy směřující do centra Galaxie, galaktická šířka (b) pak odklon od základní roviny rovnoběžné s galaktickou rovinou.
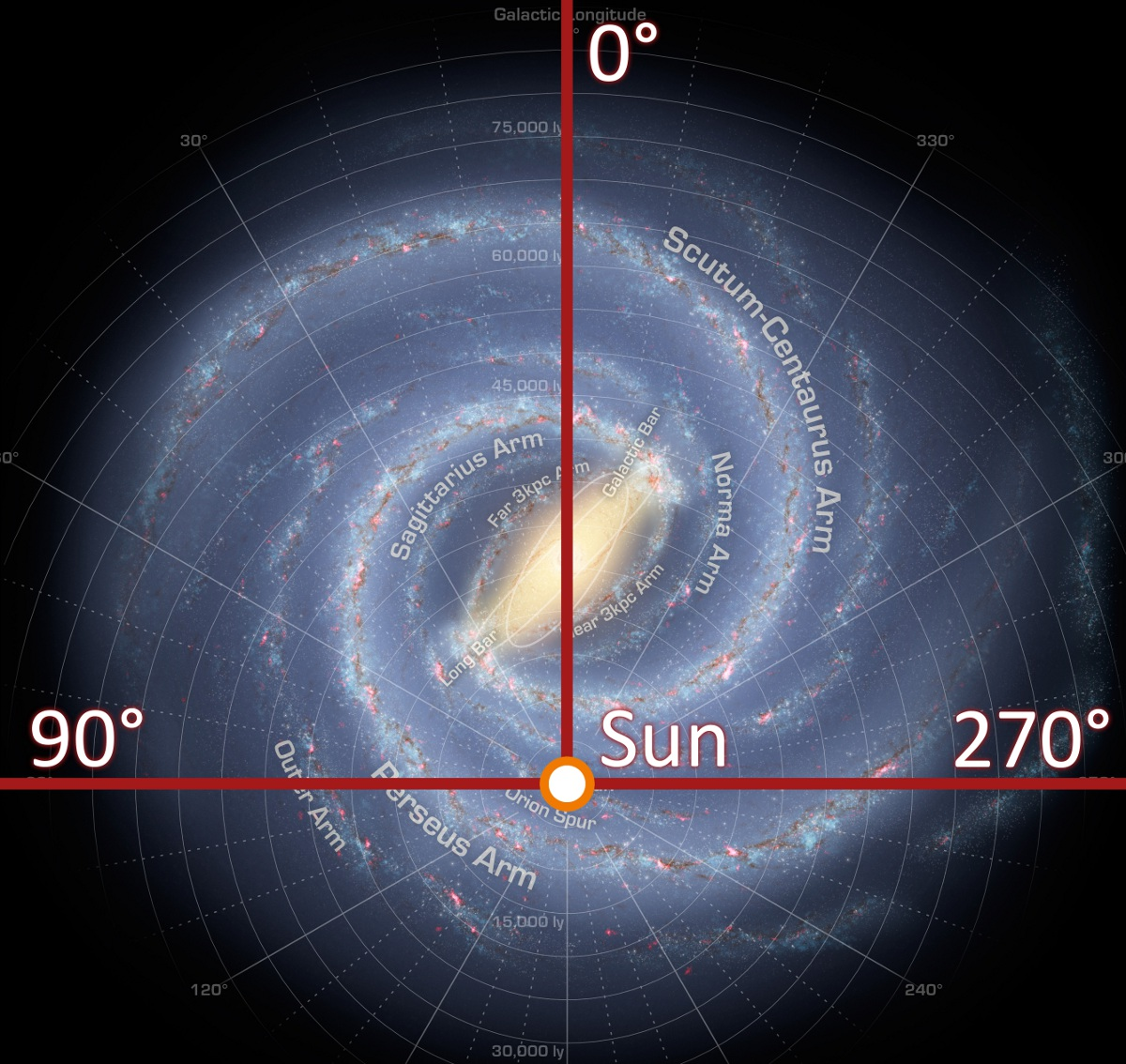
Heliocentrický systém sférických souřadnic přes naši galaxii, Mléčnou dráhu. Stupně značí galaktickou délku.

## Galaktické versus rovníkové souřadnice
Rovníkové souřadnice jsou rovněž souřadnice sférické soustavy souřadnic. Středem souřadnic je zde opět střed Země, ale základní rovina je v tomto případě dána nebeským rovníkem, promítnutím zemského rovníku na nebeskou sféru.
| | Rektascenze    | Deklinace        | Souhvězdí                           |
| severní galaktický pól +90° galaktické šířky                                                                              | 12h 51,4m      | +27,13°          | Vlasy Bereniky (v blízkosti 31 Com) |
| jižní galaktický pól −90° galaktické šířky                                                                                | 0h 51,4m       | −27,13°          | Sochař (v blízkosti NGC 288)        |
| galaktické jádro 0° galaktické délky                                                                                      | 17h 45,6m      | −28,94°          | Střelec (Sagittarius A)             |
| anticentrum 180° galaktické délky                                                                                         | 5h 45,6m       | +28,94°          | Vozka (v blízkosti HIP 27088)       |
| \| galaktický sever \| galaktický jih \| galaktické jádro \| \| ---------------- \| -------------- \| ---------------- \| |                |                  |                                     |
| galaktický sever | galaktický jih | galaktické jádro |                                     |

Převod mezi rovníkovými a galaktickými souřadnicemi lze uskutečnit pomocí následujících převodních vzorců:
- rovníkové souřadnice → galaktické souřadnice

 
{\displaystyle {\begin{aligned}\sin(b)&=\sin(\delta _{\text{NGP}})\sin(\delta )+\cos(\delta _{\text{NGP}})\cos(\delta )\cos(\alpha -\alpha _{\text{NGP}})\\\cos(b)\sin(l_{\text{NCP}}-l)&=\cos(\delta )\sin(\alpha -\alpha _{\text{NGP}})\\\cos(b)\cos(l_{\text{NCP}}-l)&=\cos(\delta _{\text{NGP}})\sin(\delta )-\sin(\delta _{\text{NGP}})\cos(\delta )\cos(\alpha -\alpha _{\text{NGP}})\end{aligned}}}
 
- galaktické souřadnice → rovníkové souřadnice

 
{\displaystyle {\begin{aligned}\sin(\delta )&=\sin(\delta _{\text{NGP}})\sin(b)+\cos(\delta _{\text{NGP}})\cos(b)\cos(l_{\text{NCP}}-l)\\\cos(\delta )\sin(\alpha -\alpha _{\text{NGP}})&=\cos(b)\sin(l_{\text{NCP}}-l)\\\cos(\delta )\cos(\alpha -\alpha _{\text{NGP}})&=\cos(\delta _{\text{NGP}})\sin(b)-\sin(\delta _{\text{NGP}})\cos(b)\cos(l_{\text{NCP}}-l)\end{aligned}}}
 
V těchto vzorcích α značí rektascenzi, δ je deklinace. NGP odkazuje k souřadnicím severního galaktického pólu a NCP k souřadnicím severního nebeského pólu.